# Quincy (série télévisée)
Pour les articles homonymes, voir Quincy.
Quincy (Quincy, M.E.) est une série télévisée américaine en cinq épisodes de 75 minutes et 143 épisodes de 50 minutes, créée par Glen A. Larson et Lou Shaw et diffusée entre le 3 octobre 1976 et le 11 mai 1983 sur le réseau NBC.
Au Québec, la série a été diffusée à partir du 15 septembre 1981 à la Télévision de Radio-Canada, sur RTL Télévision la même année pour le Luxembourg, la Belgique et le Nord-Est de la France et en France, à partir du 26 septembre 1987 sur TF1.

## Synopsis
Quincy est médecin légiste à Los Angeles. Avec l'aide de son assistant Sam Fujiyama, il découvre souvent des indices le conduisant à une conclusion autre que celle des services de police, ce qui provoque fréquemment des conflits, aussi bien avec son supérieur qu'avec les autorités.

## Distribution
- Jack Klugman (VF : Claude Bertrand ; VQ : Alain Clavier) : Dr Quincy
- Val Bisoglio (VQ : Patrick Peuvion) : Danny Tovo
- Garry Walberg (VQ : Serge Bossac) : Lieutenant Frank Monahan
- Robert Ito (VQ : Marc Bellier) : Sam Fujiyama
- John S. Ragin (en) (VQ : Gérard Poirier) : Dr Robert Astin
- Joseph Roman : Sergent Brill
- Diane Markoff : Diane (1980-1983)
- Anita Gillette : Dr Emily Hanover (1982-1983)

 Source et légende : version québécoise (VQ) sur Doublage.qc.ca

## Épisodes

### Première saison (1976-1977)
Ces quatre épisodes de 75 minutes (ainsi que le troisième épisode de la deuxième saison) ont été diffusés dans le cadre de NBC Mystery Movie.
1. Go Fight City Hall -- To the Death!
2. Who's Who in Neverland?
3. A Star Is Dead
4. Hot Ice, Cold Hearts

### Deuxième saison (1977)
1. Snake Eyes - Part 1
2. Snake Eyes - Part 2
3. …The Thigh Bone's Connected to the Knee Bone… (75 minutes)
4. Visitors in Paradise
5. The Two Sides of Truth
6. Hit and Run at Danny's
7. Has Anybody Here Seen Quincy?
8. A Good Smack in the Mouth
9. The Hot Dog Murder
10. An Unfriendly Radiance
11. Sullied Be Thy Name
12. Valleyview
13. Let Me Light the Way

### Troisième saison (1977-1978)
1. No Deadly Secret
2. A Blow to the Head… a Blow to the Heart
3. A Dead Man's Truth
4. A Question of Time
5. Death Casts a Vote
6. Tissue of Truth
7. Holding Pattern
8. Main Man
9. The Hero Syndrome
10. Touch of Death
11. The Deadly Connection
12. Last of the Dinosaurs
13. Crib Job
14. Matters of Life and Death
15. Passing
16. Accomplice to Murder
17. Ashes to Ashes
18. Gone But Not Forgotten
19. Double Death
20. Requiem for the Living

### Quatrième saison (1978-1979)
1. The Last Six Hours
2. Speed Trap
3. A Test for the Living
4. Death by Good Intention
5. Images
6. Even Odds
7. Dead and Alive
8. No Way to Treat a Body
9. A Night to Raise the Dead
10. A Question of Death
11. House of No Return
12. A Small Circle of Friends
13. The Depth of Beauty
14. Walk Softly Through the Night - Part 1
15. Walk Softly Through the Night - Part 2
16. Aftermath
17. Dark Angel
18. Physician, Heal Thyself
19. Promises to Keep
20. Semper-Fidelis
21. An Ounce of Prevention
22. The Death Challenge
23. The Eye of the Needle

### Cinquième saison (1979-1980)
1. No Way to Treat a Flower
2. Dead Last
3. By the Death of a Child
4. Never a Child
5. Hot Ice
6. Sweet Land of Liberty
7. Mode of Death
8. Nowhere to Run
9. The Money Plague
10. For the Benefit of My Patients
11. Murder by S.O.P.
12. Honor Thy Elders
13. Diplomatic Immunity
14. Riot
15. Cover-Up
16. Unhappy Hour
17. The Winning Edge
18. New Blood
19. TKO
20. The Final Gift
21. Deadly Arena
22. No Way to Treat a Patient

### Sixième saison (1980-1981)
1. Last Rights
2. A Matter of Principle
3. Last Day, First Day
4. The Night Killer
5. The Hope of Elkwood
6. Welcome to Paradise Palms
7. By Their Faith
8. Stain of Guilt
9. Dear Mummy
10. Headhunter
11. Scream to the Skies
12. Jury Duty
13. Who Speaks for the Children?
14. Seldom Silent, Never Heard
15. Of All Sad Words
16. To Kill in Plain Sight
17. Sugar and Spice
18. Vigil of Fear

### Septième saison (1981-1982)
1. Memories of Allison
2. The Golden Hour
3. Slow Boat to Madness - Part 1
4. Slow Boat to Madness - Part 2
5. D.U.I.
6. For Want of a Horse
7. Gentle Into That Good Night
8. Dead Stop
9. Bitter Pill
10. Guns Don't Die
11. When Luck Ran Out
12. Smoke Screen
13. For Love of Joshua
14. Into the Murdering Mind
15. To Clear the Air
16. The Shadow of Death
17. The Flight of the Nightingale
18. Stolen Tears
19. The Face of Fear
20. Expert in Murder
21. The Unquiet Grave
22. The Last of Leadbottom
23. Deadly Protection
24. The Mourning After

### Huitième saison (1982-1983)
1. Baby Rattlesnakes
2. A Ghost of a Chance
3. Give Me Your Weak
4. Dying for a Drink
5. Unreasonable Doubt
6. Sleeping Dogs
7. Science for Sale
8. Next Stop, Nowhere
9. Across the Line
10. Sword of Honor, Blade of Death
11. The Law Is a Fool
12. Guilty Till Proven Innocent
13. A Cry for Help
14. A Loss for Words
15. Beyond the Open Door
16. On Dying High
17. Quincy's Wedding - Part 1
18. Quincy's Wedding - Part 2
19. Murder on Ice
20. Women of Valor
21. Suffer the Little Children
22. An Act of Violence
23. Whatever Happened to Morris Perlmutter?
24. The Cutting Edge

## Autour de la série
Jack Klugman n'a pas participé au tournage de l'épisode Has Anybody Here Seen Quincy? de la deuxième saison, n'ayant pas apprécié le scénario.

## Récompenses
États-Unis :
- Edgar Allan Poe Award 1978 : Meilleur épisode de série pour Tony Lawrence et Lou Shaw [3].

 Allemagne :
- Audience Award 1997 en argent : Docteur favori de série télévisée [3].